# Wanié András
Wanié András, Wannie András (Szeged, 1911. április 23. – Sacramento, Kalifornia, 1976. november 12.) olimpiai bronzérmes, Európa-bajnok úszó, vízilabdázó, sportvezető, Wanié Rezső úszó testvére.
1926-tól a KISOK (Közép Iskolás Sportolók Országos Köre), 1929-től a Szegedi Úszó Egylet úszója és vízilabdázója volt. 1926-tól összesen huszonegy alkalommal szerepelt a magyar úszó válogatottban. Elsősorban a 4×200 méteres váltóúszásban ért el jelentős sikereket. Legjobb egyéni eredménye az 1926. évi budapesti Európa-bajnokságon 400 méteres gyorsúszásban elért ötödik, illetve az 1933. évi torinói főiskolai világbajnokságon 100 méteres gyorsúszásban elért harmadik helyezés. 1930-ban tagja volt a 4×200 méteren Európa-csúcsot úszó magyar gyorsváltónak. 1933-ban, a torinói főiskolai világbajnokságon szerepelt a bajnoki címet szerző magyar vízilabda válogatottban is. 1933-ban visszavonult a válogatottságtól, majd 1934-ben az aktív sportolástól is.
1934-ben a szegedi Ferenc József Tudományegyetemen államtudományi oklevelet szerzett. Visszavonulása után a földművelésügyi minisztériumban osztálytanácsos, mezőgazdasági szakértő, majd vállalati anyagbeszerző volt. 1940-ben Csik Ferenc utódaként a magyar úszó válogatott szövetségi kapitánya lett. Tisztségét 1943-ig töltötte be, majd kivándorolt az Amerikai Egyesült Államokba.

## Sporteredményei

### Úszásban
- olimpiai 3. helyezett:
  - 1932, Los Angeles: 4×200 m gyors (9:31,4 – Szabados László, Székely András, Bárány István)
- olimpiai 4. helyezett:
  - 1928, Amszterdam: 4×200 m gyors (9:57 – Tarródi Szigritz Géza, Wanié Rezső, Bárány István)
- Európa-bajnok:
  - 1931, Párizs: 4×200 m gyors (9:34,8 – Szabados László, Székely András, Bárány István)
- Európa-bajnoki 2. helyezett:
  - 1926, Budapest: 4×200 m gyors (10:03,4 – Bitskey Zoltán, Tarródy Géza, Bárány István)
- Európa-bajnoki 3. helyezett:
  - 1927, Bologna: 4×200 m gyors (10:03,6 – Tarródy Géza, Wanié Rezső, Bárány István)
- Európa-bajnoki 5. helyezett:
  - 1926, Budapest: 400 m gyors (5:34,6)
- főiskolai világbajnok:
  - 1933, Torino: 4×200 m gyors (Abay Nemes Oszkár, Szabados László, Székely András)
- főiskolai világbajnoki 3. helyezett:
  - 1933, Torino: 100 m gyors (1:01,6)
- főiskolai világbajnoki 4. helyezett:
  - 1933, Torino: 50 m gyors (27,4)
- magyar bajnok
  - 4×200 m gyors: 1930
- Európa-csúcstartó:
  - 4×200 m gyors: 9:30,6 (1930 – Baranya Károly, Wanié Rezső, Bárány István)

### Vízilabdázásban
- főiskolai világbajnok
  - 1933, Torino (Bozsi Mihály, Brandi Jenő, Csorba Oszkár, Dezső Kornél, Dugár János, Mezei István, Sárkány Miklós, Tarics Sándor, Zábrák Imre)